# 雷腾龙
雷腾龙（1991年1月17日—），是一名中国足球运动员。现在效力于中国足球超级联赛球队天津泰達，司职后卫。

## 俱乐部生涯
2003年，雷腾龙加盟北京国安梯队，2010年，他入选由北京国安二队组成的卫星球队北京国安精英参加新加坡职业足球联赛以增加比赛经验。2月12日，雷腾龙在联赛第一轮比赛首发出场，第一次亮相职业联赛，最终北京国安精英主场0比1不敌埃图瓦勒。7月份，雷腾龙提前被召回到北京国安，并在2011年被提升进入一队阵容。4月25日，他在北京国安主场3比0击败大连实德的比赛中上演中超联赛的首秀。7月6日，他在和上海申花的比赛中射进职业生涯的首个进球，帮助北京国安3比0击败对手。在中超的第一个赛季，雷腾龙总共获得8次联赛出场机会。不过在2012赛季，由于受到伤病困扰，他只在联赛中出场1次，总时间仅有2分钟。2013赛季，他在球队新任主教练亚历山大·斯塔诺耶维奇的麾下再次得到出场机会，主要担任球队的右边后卫，在上半赛季联赛共出场6次，全部首发并踢满全场。4月19日，他在和贵州人和的比赛中射进个人在中超的第二个进球，帮助北京国安1比1战平对手。5月21日，他在2013年亚足联冠军联赛十六强淘汰赛北京国安客场1比3不敌FC首尔的比赛中上演他在亚冠联赛的首秀。
2013年8月，北京国安宣布将雷腾龙租借到葡萄牙足球超级联赛球队馬里迪莫一个赛季。